# آلتو گایگو
آلتو گایگو (به اسپانیایی: Alto Gállego) یک منطقهٔ مسکونی در اسپانیا است که در آراگون واقع شده‌است.

## خصوصیات
التو گالگو ۱٬۳۵۹٫۸ کیلومترمربع مساحت و ۱۳٬۹۵۵ نفر جمعیت دارد.